# Blockade von Grodno
1. Phase: Schwedische Dominanz (1700–1709)
Dänischer Kriegsschauplatz (1700)
Humlebæk • Tönning I 
Livländ./ Estnischer Kriegsschauplatz (1700–1708)
Riga I • Jungfernhof • Varja • Pühhajoggi • Narva • Petschora • Düna • Rauge • Erastfer • Hummelshof • Embach • Tartu • Narva II • Wesenberg I • Wesenberg II
Ingermanländ./ Finnischer Kriegsschauplatz (ab 1701)
Archangelsk • Ladogasee • Nöteborg • Nyenschanz • Newa • Systerbäck • Petersburg • Wyborg I • Porvoo • Newa II • Koporje II • Kolkanpää
Litauisch-weißrussischer Kriegsschauplatz (1702–1706)
Vilnius • Saladen • Jakobstadt • Gemauerthof • Mitau • Grodno I • Olkieniki • Njaswisch • Klezk • Ljachawitschy
Polnischer Kriegsschauplatz (1702–1706)
Klissow • Pułtusk • Thorn • Lemberg • Warschau • Posen • Punitz • Tillendorf • Rakowitz • Praga • Fraustadt • Kalisch 
Russischer Kriegsschauplatz (1708–1709)
Grodno II • Golowtschin • Moljatitschi • Rajowka • Lesnaja • Desna • Baturyn • Koniecpol • Weprik • Opischnja • Krasnokutsk • Sokolki • Poltawa I • Poltawa II
2. Phase: Schweden in der Defensive (1710–1721)
Baltischer und Finnischer Kriegsschauplatz (bis 1714)
Riga II • Wyborg II • Pernau • Kexholm • Reval • Hogland • Pälkäne • Storkyro • Nyslott • Hanko 
Schwed./Norwegischer Kriegsschauplatz (1710–1721)
Helsingborg • Køge-Bucht • Bottnischer Meerbusen • Frederikshald I • Dynekilen-Fjord • Göteborg I • Strömstad • Trondheim • Frederikshald II • Marstrand • Ösel • Göteborg II • Södra Stäket • Grönham • Sundsvall
Norddeutscher Kriegsschauplatz (1711–1716)
Elbing • Wismar I • Lübow • Stralsund I • Greifswalder Bodden I • Stade • Rügen • Gadebusch • Altona • Tönning II • Stettin • Fehmarn • Wismar II • Stralsund II • Jasmund • Peenemünde • Greifswalder Bodden II • Stresow 
Die Blockade von Grodno im Großen Nordischen Krieg begann im Zuge des Grodnofeldzug (1705/1706) am 15. Januar 1706 und endete im März 1706 mit dem Ausbruch der russischen Armee. Unter der Führung des Generalfeldmarschalls Georg Benedikt von Ogilvy gelang es den restlichen etwa 10.000 Mann den Belagerungsring zu durchbrechen und in Richtung Kiew abzumarschieren.

## Im Vorfeld

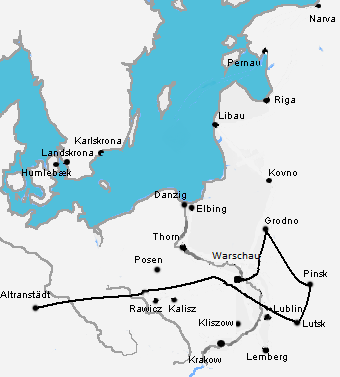
Feldzug Karls XII. Ende 1705 bis Ende 1706

In den letzten Monaten des Jahres 1705 sammelte Karl XII. seine Truppen in Polen und marschierte Richtung Baltikum. Nachdem der Schwedenkönig Polen besetzt und August II. zur Flucht gezwungen und einen Gegenkönig installiert hatte, wendete er sich erneut seinem größten Feind, Russland zu. Das Ziel dieses Feldzuges war, die noch abtrünnigen Gebiete zum Treueschwur auf den neuen König zu zwingen und um den dort bedrängten schwedischen Kräften zu helfen.
Der Vormarsch des Heeres erfolgte über die Weichsel und den Bug nach Litauen. Im Herbst hatte schwedische Verstärkung aus Finnland die in Riga zusammengezogene Armee Lewenhaupts auf eine Stärke von 10.000 Mann gebracht. Die russischen Kräfte in Kurland (vgl. Belagerung von Mitau) fürchteten nun, von den Truppen Lewenhaupts in Riga und dem heranmarschierenden Karl in die Zange genommen zu werden. Nach der Sprengung der Festungswerke in Mitau und Bauske zogen sie sich aus Kurland zunächst nach Grodno zurück, so dass Lewenhaupt erneut Kurland besetzen konnte. Nachdem die Russen abgezogen waren, begannen die Litauer mehr und mehr zum neuen schwedentreuen König von Polen überzugehen, was die Lasten des Krieges für sie erheblich verminderte. Auch gelang eine Versöhnung der verfeindeten litauischen Adelsgeschlechter der Sapiehas und der Wienowickis. Da Graf Ogiński mit seinem fortgesetzten Kampf auf Seiten Augusts II. nirgends Erfolge erzielte, gewann die schwedische Partei in Litauen nun endgültig die Oberhand.
In der Gegend um Grodno hatte der russische Generalfeldmarschall Ogilvy sein 20.000 Mann starkes Heer versammelt, um seinerseits den schwedischen König anzugreifen. Am 15. Januar erreichte das schwedische Hauptheer auf dem Weg nach Grodno den Njemen. Der Fluss war zugefroren, was einen schnellen Übergang ermöglichte. An der Spitze seiner Garde stürmte Karl XII. über das Eis und zwang die mehrfach überlegene russische Besatzung des Flussufers zum Rückzug. Nun war der Weg nach Grodno frei. Dort lag August der Starke mit einigen Tausend Sachsen und Polen sowie die Hauptstreitmacht der Russen unter Ogilvy.
Karl XII. bot eine Schlacht auf dem offenen Feld an, dazu kam es aber nicht, da der Zar Peter I. seinen Generälen befohlen hatte, jeglicher Schlacht gegen den schwedischen König aus dem Weg zu gehen. Eine Belagerung der Stadt war durch den harten Winter nicht möglich. Es war den Schweden nicht möglich Laufgräben zu eröffnen, außerdem hatten die Russen alle Vorstädte niedergebrannt. Ebenfalls war in den vergangenen Jahren die Stadtmauer ausgebessert und verstärkt worden. Die Festungsartillerie war stark bestückt und in der Stadt war eine große Garnison von russischen Truppen untergebracht.
Diese Gründe veranlassten Karl XII. seine Truppen rings um Grodno in Winterquartier zu legen und die Stadt nur zu blockieren. Seine Truppen konnten dadurch ausruhen und die Stadt wurde von jeglicher Zufuhr an Brennstoff und Nachschubgütern abgeschnitten.

## Die Blockade

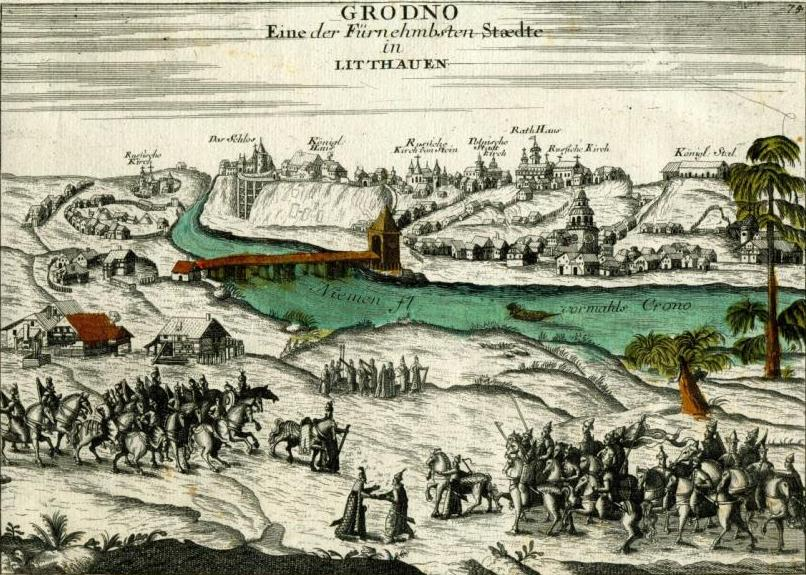
Grodno um 1709

Am 15. Januar war Grodno komplett eingekesselt. Dadurch war die russische Garnison von allen Nachschubwegen abgeschnitten. In Minsk hatte der Zar weitere 12.000 Mann versammelt, diese standen unter dem Kommando des russischen Generals Menschikoff. Dieses Armeekorps sollte sich eigentlich mit den Truppen des Feldmarschalls vereinigen. Durch die Blockade der Stadt und die zahlenmäßige Überlegenheit der Schweden kam es aber nicht dazu. Auch die Regimenter des Generals Rönne konnten den Truppen in Grodno nicht mehr helfen. Die Dragoner wurden zehn Meilen vor der Festung von schwedischen Reitern abgefangen und in die Flucht geschlagen.
Durch den Abmarsch der Sachsen und Polen am 18. Januar verschärfte sich die Situation der russischen Garnison noch mehr. August II. nahm neben seinen eigenen Truppen vier Dragonerregimenter der zaristischen Armee mit sich. Er durchbrach den Blockadering und zog nach Westen ab. Der sächsische Kurfürst wollte gemeinsam mit dem Armeekorps des Generals Schulenburg die in Polen zurückgeblieben schwedischen Besatzungstruppen, unter General Rehnskiöld, angreifen. In der Schlacht bei Fraustadt wurden die Truppen des sächsischen Generals vernichtend geschlagen.
Durch den Abzug der vier Reiterregimenter war die russische Garnison ohne Kavallerieeinheiten, wodurch die Nachschubtransporte nicht gesichert werden konnten. Außerdem war es den Russen nicht mehr möglich auf Erkundungspatrouillen zu gehen, um Schwachstellen im Belagerungsring festzustellen.
Im Februar und März lag Karl XII. mit seinen Truppen ruhig um Grodno und hielt die Blockade aufrecht. In dieser Zeit schickte er mehrfach Streifkorps in das umliegende Land, um Vorräte für seine Truppen zu erbeuten und die Anerkennung des schwedentreuen Stanislaus I. als polnischen König zu erzwingen. Während dieser Streifzüge wurden im Auftrag des Schwedenkönigs hunderte kleinere Schlösser und Gehöfte niedergebrannt. Dadurch wurde der niedere Adel und die Bürgerschaft für die Partei Stanislaus gewonnen. Auch die zuvor erlittene schonungslose Ausbeutung des Landes durch die russischen Besatzer brachte den Schweden viele Befürworter.
Die schlechte Versorgungslage machte nicht nur den Russen in der Festung zu schaffen, auch die Schweden hatten Nachschubprobleme, so dass es an der Tafel des Schwedenkönigs ab März nur nach Brot gab.
In dieser Zeit starben in der Stadt Grodno täglich hunderte Soldaten. Der russische General versuchte die Verluste zu verheimlichen, in dem er die Leichen in den Keller begraben ließ. Aber das einsetzende Tauwetter verriet durch den starken Verwesungsgeruch die starken Verluste. In der Folge ließ der General die Toten in den Fluss werfen.
Die eintreffende Siegesnachricht der Schweden in Fraustadt nahm der Garnison endgültig den Willen zur Verteidigung der Festung. Ogilvy ließ achtzig seiner Festungsgeschütze sowie Pulver und Kugeln in der Niemen versenken. Außerdem schickte er 4.000 Kranke nach Tykocin. Seine Besatzung war damit von 20.000 auf weniger als 10.000 Mann zusammengeschrumpft. Mit den restlichen Soldaten versuchte er den Rückzug nach Russland.

## Der Rückzug
Am 31. März zogen die Russen gen Osten den schwedischen Besatzern entgegen. Sie durchbrachen den Belagerungsring und zogen sich über Umwege nach Tykocin und weiter nach Brest zurück. Dann ging es weiter den Bug entlang in Richtung Süden nach Wolhynien. Das Ziel des Rückmarsches war Kiew. Karl XII. hätte den Russen in Brzese den Weg abschneiden können, als seine Truppen den Niemen erreichten, jedoch hatten die Eisschollen auf dem Fluss die einzige Brücke zerstört. Dieser glückliche Umstand verschaffte den russischen Truppen einen entscheidenden Vorsprung. Am 4. April brach der schwedische König endgültig aus seinen Winterquartieren auf, um die Russen zu verfolgen. In Litauen ließ er den Oberst Creutz mit einer kleinen Besatzung zurück und zog selbst Richtung Süden ab.

## Die Folgen
Die Blockade von Grodno kostete über 17.000 russischen Soldaten das Leben. Einen strategischen Nutzen gewannen die Schweden aber nicht aus der Einnahme der Stadt. Außerdem war die Einkesselung und der anschließende Ausbruch der Russen für die Schweden eine taktische Niederlage. Trotz der monatelangen Anstrengungen war es ihnen nicht gelungen, Russland nachhaltig zu schwächen.
Nachdem sich die schwedischen Truppen einen Monat in Wolhynien aufgehalten hatten, brachen sie nach Großpolen auf um die Eroberung von Sachsen zu planen. Im Sommer 1706 wurde das Fürstentum von Schweden besetzt und der Kurfürst im Frieden von Altranstädt zum Verzicht auf die polnische Krone gezwungen. Des Weiteren wurde von ihm verlangt, die Allianz mit Russland aufzulösen. Durch diesen Erfolg im Westen gestärkt, kehrte der Schwedenkönig im Herbst 1706 nach Polen zurück und plante nun seinen Russlandfeldzug.